# Strobilanthes atropurpureus
Strobilanthes atropurpureus là một loài thực vật có hoa trong họ Ô rô. Loài này được Nees miêu tả khoa học đầu tiên năm 1832.